# 117715 Карлкербі
117715 Карлкербі (117715 Carlkirby) — астероїд головного поясу, відкритий 2 квітня 2005 року.
Тіссеранів параметр щодо Юпітера — 3,184.